# 浦臼神社
浦臼神社（うらうすじんじゃ）は、北海道空知総合振興局の浦臼町にある神社。旧社格は村社。

## 概要
浦臼に入植した友成士寿太郎が土地と神殿を寄進して創建された。創建時は「鶴沼神社」という名称だったが、1968年（昭和43年）に「浦臼神社」に社名を変更した。社殿は2代目で1972年（昭和47年）に三笠市の幾春別住友奔別神社を移築したもので、積雪に耐えるよう3本の丸太柱を増設している。
境内はカタクリやエゾエンゴサクの群生地になっており、シマリスやキツネなどの小動物も見かけられるため、写真撮影のスポットとして紹介される。

## 由緒
- 1898年（明治31年） - 友成士寿太郎が9.9haの土地を寄進。
- 1910年（明治43年） - 落成。当時は無社格。
- 1917年（大正6年） - 本殿幣殿新築。村社に昇格。[4][5]

## 祭神
- 誉田別神(ほんだわけのかみ)
- 大國主神(おおくにぬしのかみ)[4]

## ギャラリー

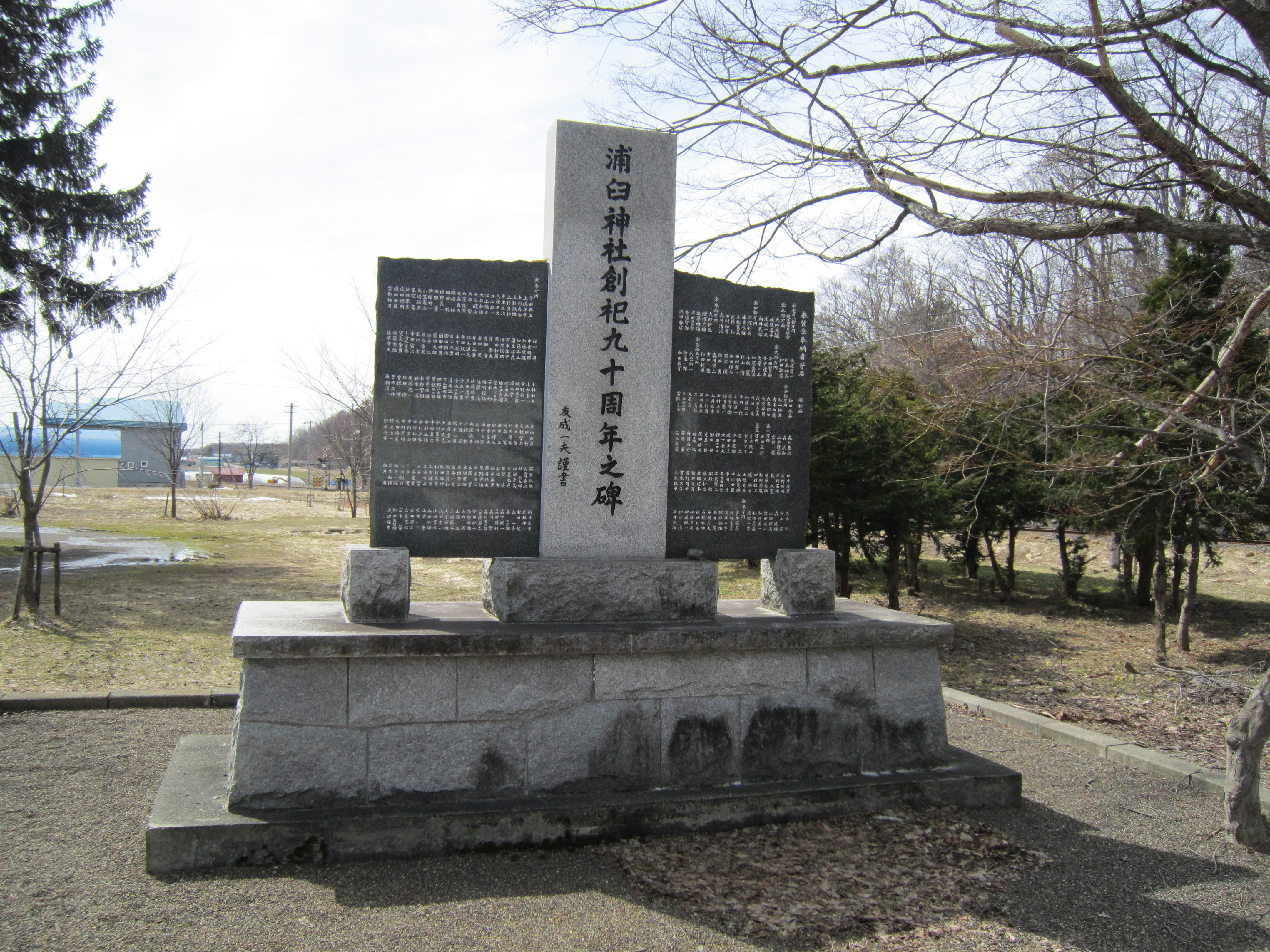
浦臼神社創祀九十周年之碑
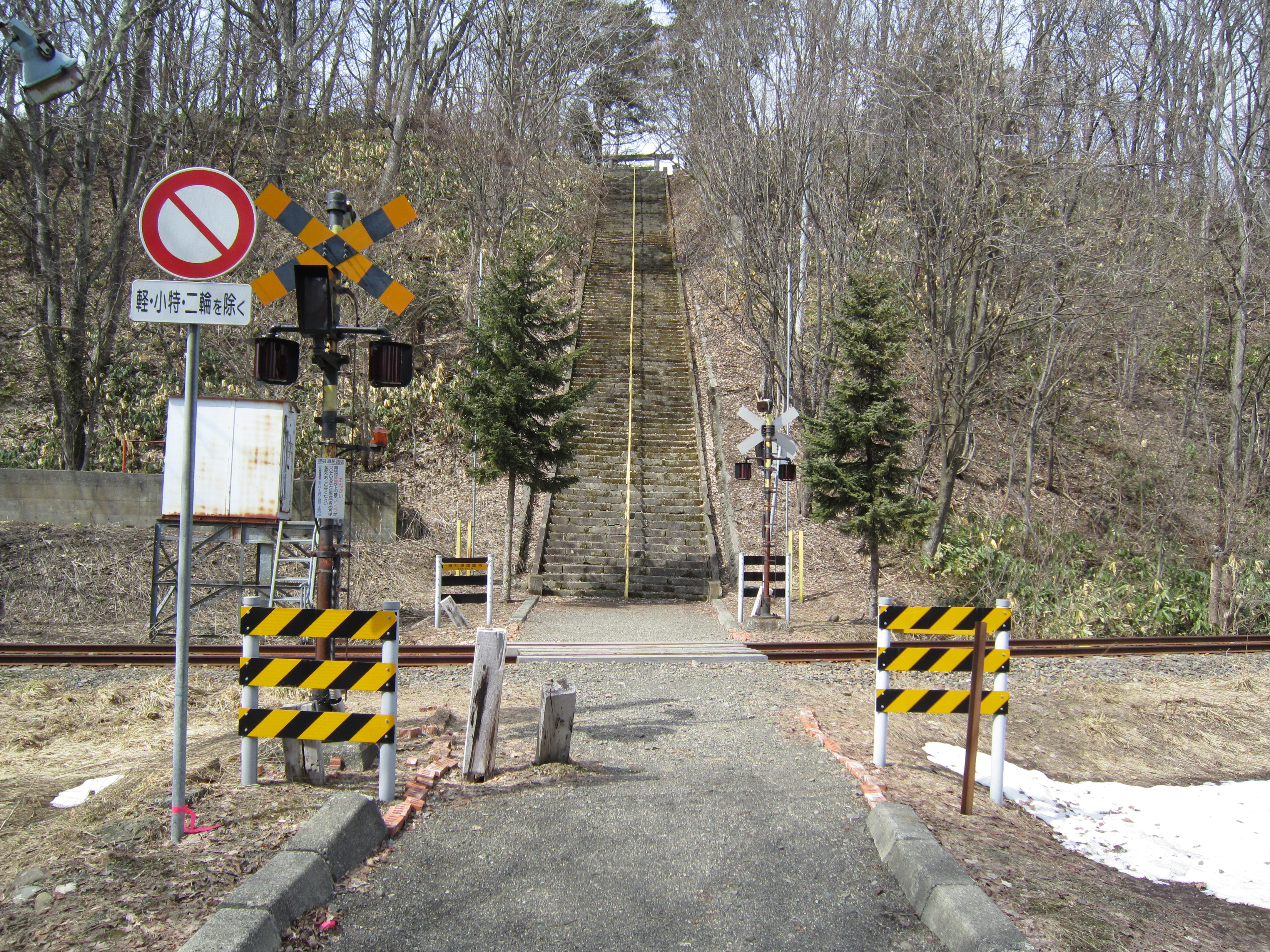
神社道路踏切
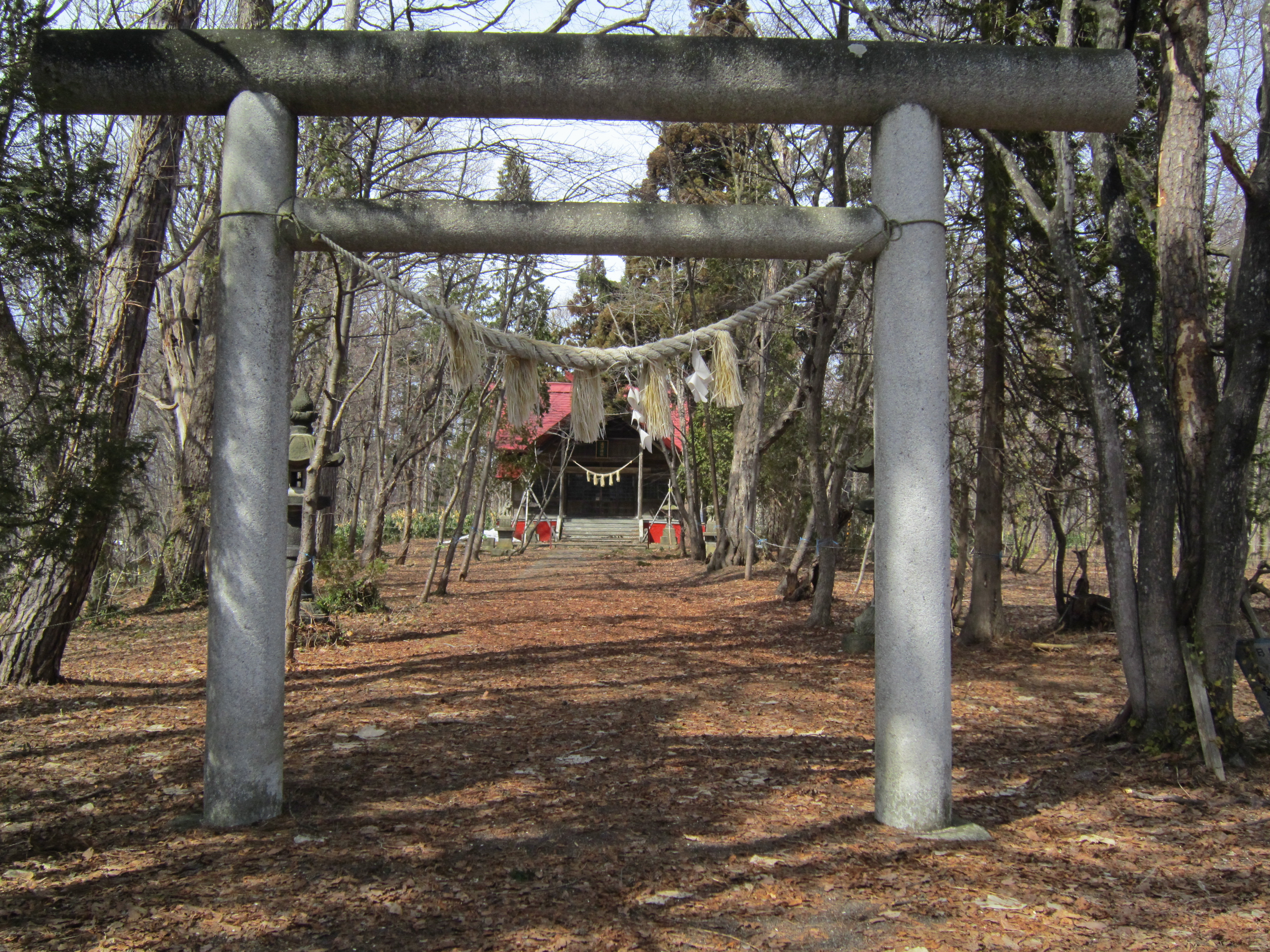
丘の上

## 周辺施設
- 道の駅つるぬま
- 鶴沼公園
- 浦臼町自然休養村センター / 浦臼町温泉保養センター

## アクセス
- 車 - 国道275号沿い 「道の駅つるぬま」 より徒歩5分 (神社に駐車場はないため、道の駅の駐車場を使用する)
- 鉄道はJR学園都市(札沼)線 「鶴沼駅」 より徒歩約10分であったが、札沼線の北海道医療大学駅 - 新十津川駅間が2020年5月7日で廃止された[6]ため、最寄り駅は無くなった。鉄道を使用するならば、函館本線奈井江駅から浦臼町営バス「新うらうす線」[7]に乗車し、「鶴沼公園」バス停(「道の駅つるぬま」の前)で下車して徒歩で向かうことになる。